# ハリス・メジュニャニン
ハリス・メジュニャニン（Haris Međunjanin, 1985年3月8日 - ）は、ボスニア・ヘルツェゴビナの元サッカー選手。現役時代のポジションはミッドフィールダーで、主に左サイドの攻撃的MFを務めた。ボスニア・ヘルツェゴビナとオランダの二重国籍を持つ。

## 経歴
メジュニャニンはユーゴスラビア連邦（当時）のサラエヴォで生まれた。1992年、ボスニア・ヘルツェゴビナ紛争のため7歳の時に母親と妹と共にオランダへ移住。父親は後のサラエヴォ包囲の際に亡くなった。
2004年にAZアルクマールと契約し、2005年2月20日にエールディヴィジでデビューした。2006-07シーズンにスパルタ・ロッテルダムへレンタル移籍したが、AZに復帰後も出場機会に恵まれず、2008年8月にリーガ・エスパニョーラのレアル・バリャドリードに移籍した。
メジュニャニンはU-21オランダ代表としてプレーし、2006年のUEFA U-21欧州選手権で優勝。2007年、フォッペ・デ・ハーン監督の下で北京オリンピック欧州予選に出場した。
2009年、国際サッカー連盟(FIFA)のルール変更に伴い、母国であるボスニア・ヘルツェゴビナ代表としてプレーすることを選択。2010 FIFAワールドカップ・ヨーロッパ予選プレーオフのポルトガル戦で初招集され、同年11月18日にゼニツァで行われポルトガルとの第2戦で代表デビューをした。約1年後の2010年11月17日のスロバキアとの親善試合で代表初得点を記録。

## 代表歴

### 出場大会
- ボスニア・ヘルツェゴビナ代表
  - 2014 FIFAワールドカップ

### 試合数
- 国際Aマッチ 60試合 9得点（2009年-2018年）[3]

| ボスニア・ヘルツェゴビナ代表 | 国際Aマッチ | 国際Aマッチ |
| 年                           | 出場        | 得点        |
| ---------------------------- | ----------- | ----------- |
| 2009                         | 1           | 0           |
| 2010                         | 6           | 1           |
| 2011                         | 11          | 3           |
| 2012                         | 6           | 0           |
| 2013                         | 9           | 1           |
| 2014                         | 9           | 0           |
| 2015                         | 6           | 2           |
| 2016                         | 6           | 1           |
| 2017                         | 2           | 1           |
| 2018                         | 4           | 0           |
| 通算                         | 60          | 9           |

## タイトル
U-21オランダ代表
UEFA U-21欧州選手権 (2): 2006,2007